# Scopula unicolorata
Scopula unicolorata là một loài bướm đêm trong họ Geometridae.